# Consolida gombaultii
Consolida gombaultii là một loài thực vật có hoa trong họ Mao lương. Loài này được (J.Thiébaut) Munz mô tả khoa học đầu tiên năm 1967.